# Luisenthal (Angermünde)

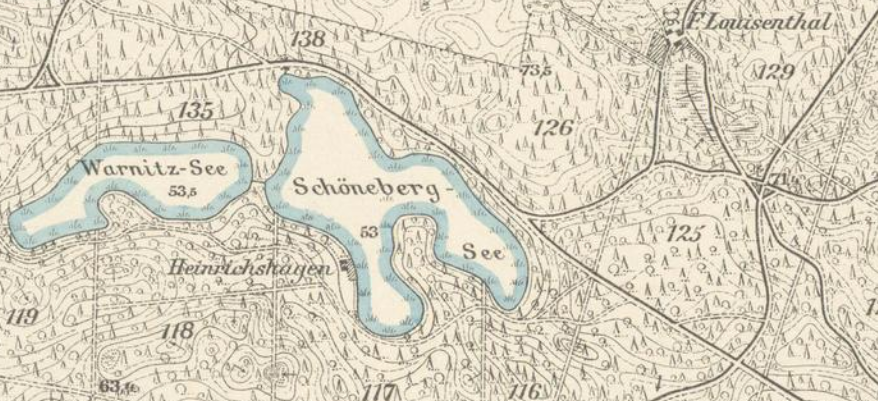
Der Wohnplatz Luisenthal, der abgegangene Wohnplatz Heinrichshagen sowie Warnitzsee und Schönebergsee auf dem Messtischblatt 1:25.000 Blatt Nr. 2949 Greiffenberg von 1895

Luisenthal, um 1900 auch Louisenthal, ist ein Wohnplatz im Ortsteil Steinhöfel der Stadt Angermünde im Landkreis Uckermark (Brandenburg). Der Wohnplatz wurde 1848 als Försterei angelegt.

## Lage
Luisenthal liegt 2,8 km südwestlich vom Ortskern von Steinhöfel, ca. 2,2 km ostsüdöstlich von Neuhaus, 3,5 km westnordwestlich von Peetzig und etwa 3 km nordöstlich von Redernswalde, fast völlig von Wald umgeben. Lediglich südlich und nordwestlich des Wohnplatzes gibt es einige Freiflächen. Der Wohnplatz liegt auf etwa 65 m ü. NHN und ist nur über Feldwege zu erreichen. In etwa einem Kilometer Entfernung führt westlich die A 11 vorbei.

## Geschichte
Der Wohnplatz Luisenthal wurde 1848 als Ersatz für die eingegangene Unterförsterei Krummensee am Krummen See, etwa  2,3 km südwestlich von Luisenthal erbaut. Zum Gehöft gehörten damals auch 25 Morgen Acker. Die Bildung des Namens ist eindeutig, eine Neubildung mit dem Bestimmungswort -tal, damals noch -thal geschrieben, kombiniert mit dem Vornamen Luise. Benannt ist das Forsthaus nach Wilhelmine Adelaide Marie Luise (* 27. März 1846), der Tochter des Gutsbesitzer Friedrich Wilhelm von Redern und seiner Frau Dorothea Sophia Bertha Jenisch (1811–1875) auf Görlsdorf. Die neue Försterei gehörte damals zum Rittergut Görlsdorf.
1860 bestand der Wohnplatz Forsthaus Luisenthal aus einem Wohnhaus und drei Wirtschaftsgebäuden mit 9 Einwohnern. 1871 hatte Luisenthal (ein Wohnhaus) fünf Einwohner.
Für 1912 werden wieder 9 Einwohner angegeben. 1925 hatte das Forsthaus Luisenthal wieder 12 Bewohner. 1977 gehörte das Forstarbeiterhaus Luisenthal zum Staatlichen Forstwirtschaftsbetrieb Neuhaus.
Mit der Einführung der Amtsbezirke in der Provinz Brandenburg 1874 wurde der Gutsbezirk Görlsdorf mit Blumberger Mühle, Erichshagen, Luisenthal, Kreuz und Redernswalde dem Amtsbezirk 20 Görlsdorf des Kreises Angermünde zugewiesen. 1897 gehörte Luisenthal ebenfalls noch zum Gutsbezirk Görlsdorf.
1928 wurde der westliche Teil vom restlichen Gutsbezirk Görlsdorf abgetrennt und nicht mit der Gemeinde Görlsdorf, sondern mit der Gemeinde Neuhaus vereinigt. 1931 und 1950 war Luisenthal ein Wohnplatz der Gemeinde Neuhaus. Zum 1. Januar 1957 wurde Neuhaus in die Gemeinde Steinhöfel eingegliedert und war nun Wohnplatz von Steinhöfel. Zum 26. Oktober 2003 wurde Steinhöfel nach Angermünde eingegliedert. Seither ist Steinhöfel ein Ortsteil von Angermünde, Luisenthal Wohnplatz im Ortsteil Steinhöfel.